# فرد کوئیمبی
فردریک کلینتون کوئیمبی (به انگلیسی: Frederick Clinton Quimby) (زادهٔ ۳۱ ژوئیهٔ ۱۸۸۶ در مینیاپولیس ـ درگذشتهٔ ۱۶ سپتامبر ۱۹۶۵)، یک تهیه‌کنندهٔ پویانمایی آمریکایی و به‌ویژه شناخته‌شده به‌عنوانِ تهیه‌کنندهٔ مجموعه کارتون‌های تام و جری بود.

## مجموعهٔ تام و جری
وی در استودیو کارتون‌سازی مترو گلدوین مایر با همکاریِ تک اوری و گروهِ ویلیام هانا و جوزف باربرا مجموعهٔ تام و جری را ساخت.